# Cultura das Ilhas Cocos (Keeling)

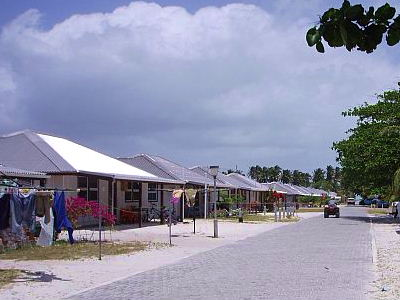
Uma típica rua em Home Island

A cultura das Ilhas Cocos (Keeling) é essencialmente uma mistura da cultura ocidental com a oriental, com extensas influências da Malásia e da Indonésia.

## Influências
As ilhas são um território externo australiano e a cultura das ilhas é influenciada, em grande parte, por sua governança com leis, idioma, feriados, educação, mídia e culinária da Austrália continental.
Idiomas secundários, tradições, feriados religiosos, culinária e costumes foram fortemente influenciados pela grande população malaia da ilha. Mais de 450 Cocos-Malaios vivem em Home Island.
Eles são predominantemente descendentes dos trabalhos trazidos para trabalhar nas plantações de coco em 1830.
Os cocos-malaios têm seu próprio dialeto e uma cultura única baseada em suas fortes crenças muçulmanas. Realizam celebrações coloridas para eventos como casamentos e o Hari Raya, o dia da festa que marca o fim do Ramadã.

## Arte e Artesanato Tradicional
As ilhas têm uma forte história de arte e artesanato tradicional, influenciada pelas tradições malaias de Cocos e pela cultura do surf australiano. O escritório de turismo das Ilhas incentiva os visitantes a experimentarem a tecelagem tradicional de cestos e a "aprenderem sobre a construção tradicional de jukong (barco)". 
Em Home Island, os moradores estabeleceram um museu dedicado à antiga indústria de copra das Ilhas, e uma galeria de arte - The Big Barge Art Center - que vende obras de arte tradicionais, pinturas modernas e obras fotográficas e organiza oficinas de arte para turistas. 

## Religião
No censo de 2016, 75% da população era islâmica.  O Eid AlFitr (no final do Ramadã ) continua sendo o maior evento do ano nas Ilhas. 
A maioria da população restante se considera não religiosa (13,4%), com pequenos cristãos, incluindo anglicanos (3,5%) e católicos (1,5%). 6,5% da população optou por não declarar sua religião. 

## Idioma
Além do inglês e do malaio,os habitantes das ilhas cocos malaios têm sua própria variedade de idiomas, chamada Basa Pulu Kokos . Destaca-se uso de gírias e à constante mudança no significado das palavras. Ele contém palavras que refletem suas diversas origens e sua história de contato irregular com pessoas de fora. O idioma é predominantemente malaio Betawi, uma mistura crioula de Jacarta de malaio e indonésio (além de javanês, sundanês em que a língua Betawi derivou) com pronúncia local e elementos de inglês e escocês misturados.